# 아랍 군단
아랍 군단(아랍어: الفيلق العربي)은 1920년부터 1946년까지 영국 보호령이었던 트란스요르단 토후국의 경찰 병력이자 이후 정규군이었다. 1946년 트란스요르단이 요르단 하심 왕국으로 독립한 후, 아랍 군단은 요르단의 국군이 되었다.
이 병력은 원래 영국군 장교인 프레더릭 제라드 피크 대위에 의해 창설되고 지휘되었으며, 이후 존 바고트 글러브("글러브 파샤")가 1956년까지 지휘했다. 아랍 군단은 내부 보안, 제2차 세계 대전 작전, 그리고 라트룬 전투와 예루살렘 전투를 포함한 1948년 아랍-이스라엘 전쟁에서 핵심적인 역할을 수행했다.
1956년, 요르단의 후세인 1세 국왕은 요르단군 사령부의 아랍화를 단행하여 고위 영국 장교들을 해임하고 요르단인 지휘부를 임명했다.

## 창설
1920년 10월, 오스만 제국으로부터 트란스요르단 지역을 장악한 영국은 프레더릭 제라드 피크 대위의 지휘 아래 150명의 "기동대"를 창설하여 내부 및 외부 위협으로부터 영토를 방어했다. 기동대는 자르카에 주둔했다. 병력의 80%는 현지 체첸인 공동체에서 모집되었다.

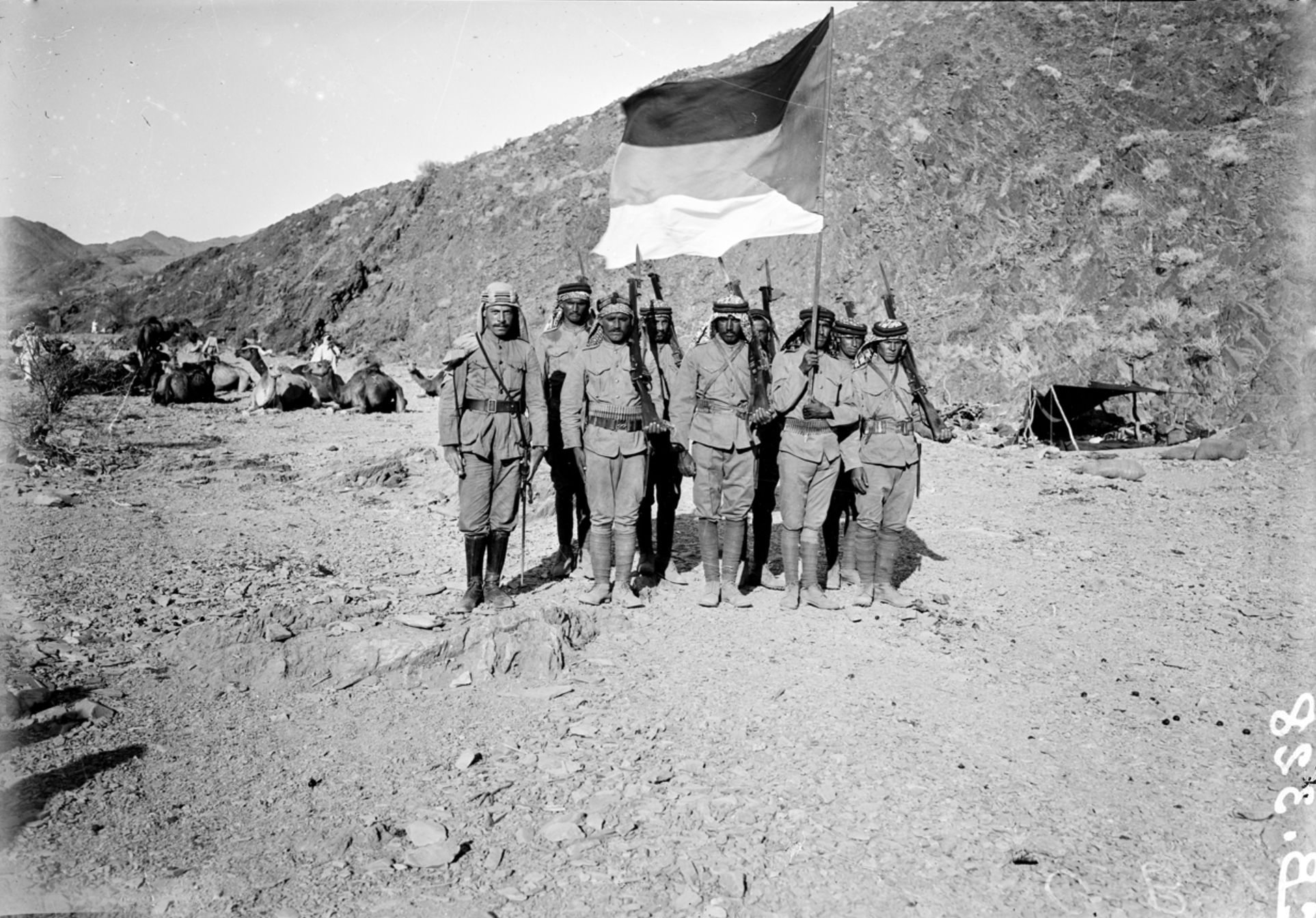
1916년 오스만 제국에 대항한 아랍 반란 당시의 아랍군으로, 아랍 군단의 핵심을 이루었다.

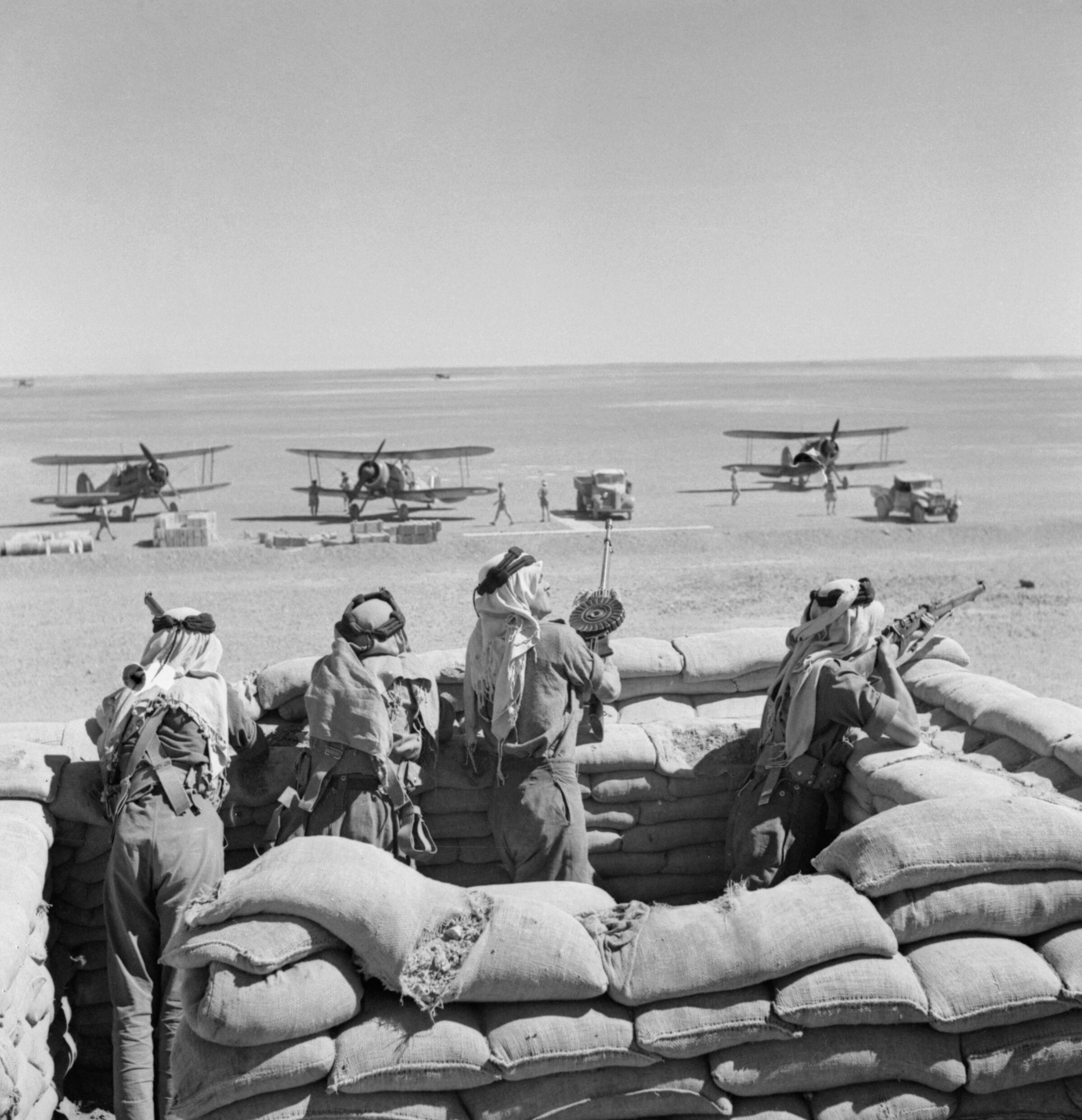
1941년 영국-이라크 전쟁 중 이라크에 주둔한 아랍 군단

이들은 빠르게 1,000명으로 확장되었고, 오스만 육군에서 복무했던 아랍인들을 모집했다. 1923년 10월 22일, 경찰은 예비 기동대와 합병되었고, 여전히 피크의 지휘 아래 있었으며, 피크는 이제 트란스요르단 토후국의 직원이 되었다. 새로운 부대는 알 제이쉬 알 아라비("아랍 군대")로 명명되었지만, 영어로는 항상 공식적으로 아랍 군단으로 알려졌다. 아랍 군단은 영국에 의해 자금을 지원받았고 영국 장교들이 지휘했다. 군단은 트란스요르단 부족들 사이의 질서를 유지하고 중요한 예루살렘–암만 도로를 경비하기 위한 경찰 병력으로 창설되었다.
1926년 4월 1일, 아랍 군단에서 차출된 간부들로 트란스요르단 국경군이 창설되었다. 이들은 겨우 150명으로 구성되었고, 대부분은 트란스요르단 도로를 따라 배치되었다. 이 시기 아랍 군단은 900명으로 축소되었고, 기관총, 포병, 통신 병력도 해체되었다.
1939년, "글러브 파샤"로 더 잘 알려진 존 바고트 글러브가 군단의 사령관이 되었고, 압둘 카디르 파샤 알 준디 소장이 그의 부사령관이 되었다. 그들은 함께 군단을 가장 잘 훈련된 아랍 군대로 변모시켰다.

## 제2차 세계 대전
제2차 세계 대전 동안, 아랍 군단은 영국군의 전쟁 노력에 참여하여 지중해 및 중동 전역에서 친-추축국 세력에 맞섰다. 이때까지 병력은 1,600명으로 늘어났다.
이라크군의 일부였던 군단은 영국-이라크 전쟁과 시리아-레바논 전역에서 크게 기여했으며, 이 두 전역은 연합군의 결정적인 초기 승리였다.

사령관들이 사용한 페넌트

승전 행진에 참여한 군단의 상위 세 명의 장교는 압둘 카디르 파샤 엘 준디 소장, O.B.E., 바흐자트 베이 타바라 대령, 그리고 아흐메드 수드키 베이 중령, M.B.E.였다.

## 1948년 아랍-이스라엘 전쟁

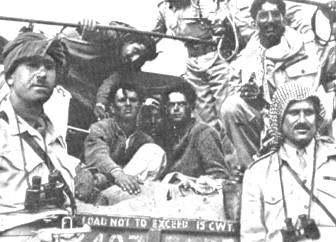
압둘라 엘 텔 아랍 군단 사령관(맨 오른쪽)과 히크마 미햐르 대위(맨 왼쪽)가 구쉬 에치온 함락 후 유대인 포로들과 함께 포즈를 취하고 있다.

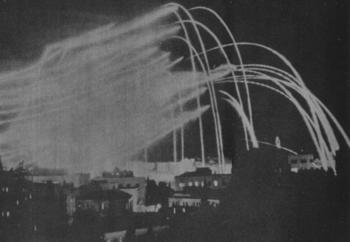
1948년 아랍 군단 포병이 예루살렘을 포격하여 불을 밝히다.

아랍 군단은 1948년 아랍-이스라엘 전쟁에 적극적으로 참여했다. 총 병력 6,000명 이상으로, 아랍 군단의 군사 파견대는 4,500명의 병력으로 구성된 4개의 대대급 연대와 각 연대에 자체 장갑차 중대가 있었으며, 7개의 독립 중대와 지원 병력이 있었다. 연대들은 두 개의 여단으로 조직되었다. 제1여단은 제1연대와 제3연대를 포함했고, 제3여단은 제2연대와 제4연대를 포함했다. 또한 각각 4문의 25파운더를 가진 두 개의 포병대가 있었다. 1948년 2월 9일, 트란스요르단 국경군이 해산되고 병력은 아랍 군단으로 다시 흡수되었다. 중장이 된 글러브의 지휘를 받았지만, 현장 지휘는 노먼 래시 준장이 맡았다.
군단은 처음에 유엔의 지시에 따라 영국 위임통치가 끝나기 전 팔레스타인에서 트란스요르단 영토로 철수했다. 적대 행위가 시작되면서 군단은 팔레스타인으로 재진입했으며, 제1여단은 나블루스로, 제2여단은 라마타로 향했다. 아랍 군단은 1948년 5월 15일 다른 아랍군과 함께 알렌비, 현재 후세인 국왕 다리를 이용하여 북쪽의 제닌에서 알라폴라로, 그리고 요르단강의 알-마자메아 다리에서 비산 알라폴라로 진격하며 접근로를 확보했다.
영국 정부는 영국 장교들이 분쟁 중 군단에 고용된 것에 대해 상당한 곤란을 겪었고, 여단장 한 명을 포함한 모든 장교들은 트란스요르단으로 돌아오라는 명령을 받았다. 이로 인해 영국 장교들이 부대를 떠나 트란스요르단으로 돌아왔다가 국경을 넘어 몰래 다시 아랍 군단에 합류하는 기묘한 광경이 벌어졌다. 예외 없이 모든 영국 장교들은 각자의 부대로 돌아왔다. 노동당 의원인 존 플랫츠-밀스는 글러브가 외국인 징집법 1870년을 위반하고 외국 군대에서 복무한 혐의로 기소되지 않은 이유를 의회에서 공식적으로 질의했다.
아랍 군단 부대는 유대군과 여러 전투에 참여했으며, 다음을 포함한다:
- 베이트 나발라에서 벤 셰멘 호송대 공격 – 1947년 12월 14일[10]
- 네베 야코브 정착촌 전투 – 1948년 4월 18일[11]
- 1948년 4월 27–28일 게셔 키부츠 공격[12][13]
- 1948년 5월 17일 라트룬의 테가르트 요새 점령,[14] 그리고 이후 1948년 5월 20일부터 7월 18일까지의 라트룬 전투.
- 1948년 5월 17일부터 7월 18일까지의 예루살렘 공방전,
- 1948년 6월 10일 키부츠 게제르 공격 및 점령 (그러나 나중에 상실),[15]
- 1948년 10월 24일 타르쿠미야[16]

1949년 전쟁이 끝날 무렵, 아랍 군단은 100마일 전선을 담당하는 10,000명 이상의 병력으로 구성되었으며, 이후 이라크 군의 철수 후 400마일 전선으로 확장되었다.

## 이스라엘과의 추가 충돌

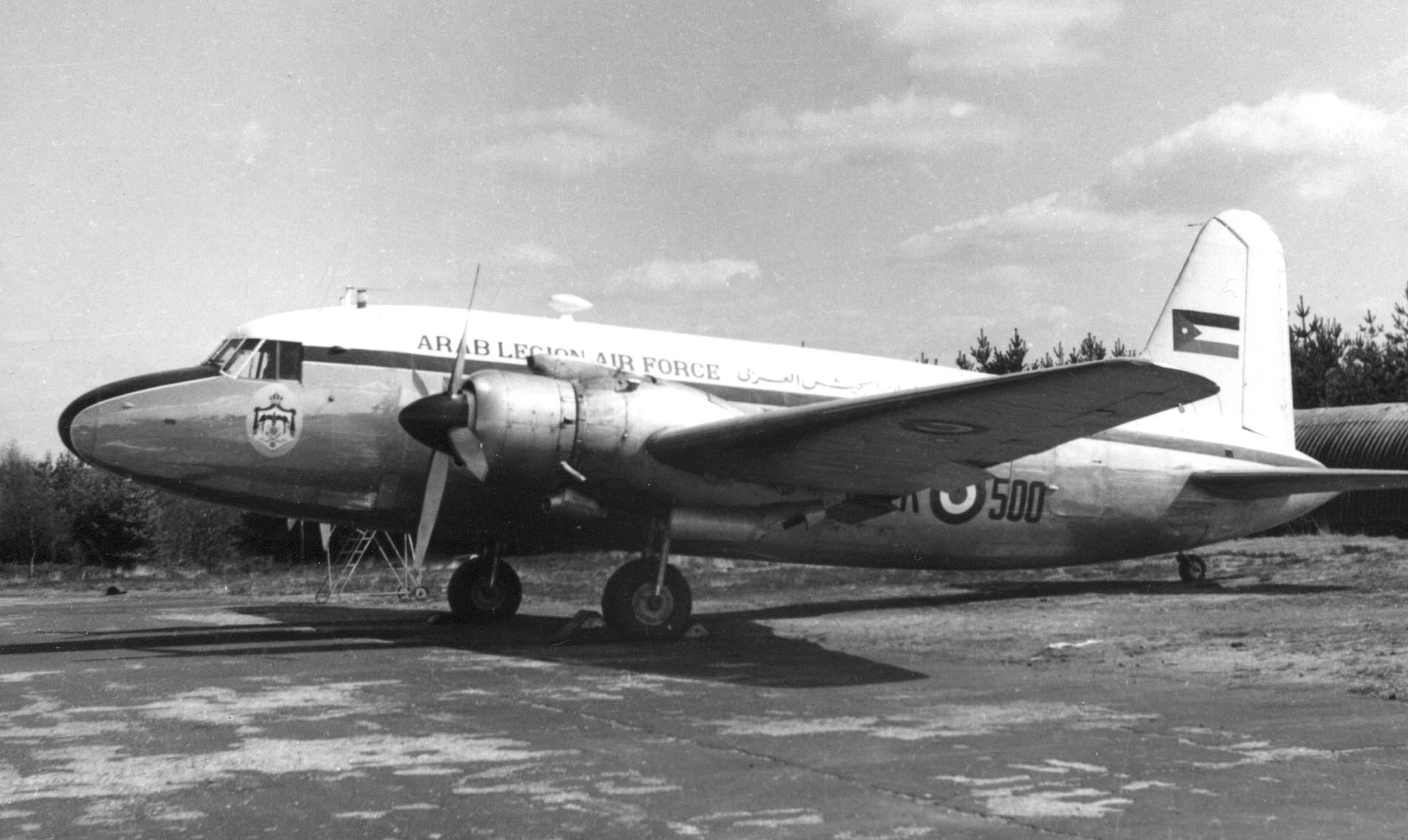
1955년 아랍 군단 공군의 비커스 VC.1 바이킹

1956년 9월 11일, IDF가 보복 작전 중 하나로 명명한 제호나탄 작전에서 이스라엘군이 헤브론 구역의 알-라흐와에 있는 요르단 영토를 급습하여 경찰서를 공격하고 군단 사막 부대와 충돌했다. 20명 이상의 군인과 경찰관이 사망했다.
군단은 일반적으로 1956년 수에즈 위기에 개입하지 않았다.

## 요르단군
1956년 3월 1일, 아랍 군단은 지휘부의 아랍화의 일환으로 아랍군(현재 요르단군)으로 명칭이 변경되었고, 이에 따라 요르단의 후세인 1세 국왕은 군단의 영국인 사령관 "글러브 파샤"와 다른 고위 영국 장교들을 해임했다. 이스라엘에서는 "리그기오너"(ליגיונר), 즉 "군단병"이라는 히브리어 용어가 이후에도 오랫동안 요르단 병사들을 비공식적으로 지칭하는 데 사용되었으며, 1967년 전쟁과 그 여파 때도 마찬가지였다.

## 사령관

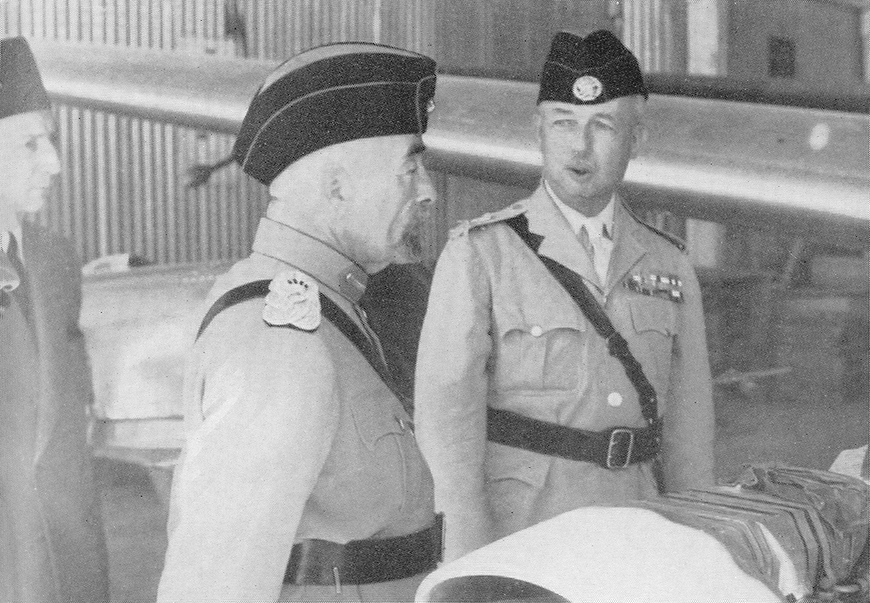
압둘라 1세 국왕과 존 바고트 글러브 "글러브 파샤"

- 프레더릭 피크 대령 ("피크 파샤") – 1923년 10월 22일 – 1939년 3월 21일
- 어니스트 스태퍼드 중령 ("스태퍼드 베이") 2인자—1924년–1931년.
- 존 글러브 중장, KCB, CMG, DSO, OBE, MC ("글러브 파샤") – 1939년 3월 21일 – 1956년 3월 1일
- 압둘 카디르 파샤 알 준디 소장, O.B.E. ("압둘 카디르 파샤") - 1956년 3월 1일 – 3월 25일

참고: "파샤"는 터키의 명예 칭호로, 여러 계급 중 하나이며, 영국의 "남작" 칭호에 해당한다. 베이는 기사 작위 또는 "경"에 해당한다.

## 참고 문헌
- Dupuy, Trevor N, Elusive Victory, The Arab-Israeli Wars, 1947–1974, Hero (1984)
- Farndale, Sir Martin, History of the Royal Regiment of Artillery, The Years of Defeat, 1939–41, Brassey's (1996)
- 글러브, 존 바고트, The Arab Legion, Hodder & Stoughton, London (1948)
- Isseroff, A., Kfar Etzion Remembered: A History of Gush Etzion and the Massacre of Kfar Etzion, 2005.
- Levi, I., Jerusalem in the War of Independence ("Tisha Kabin" – Nine Measures – in Hebrew) Maarachot – IDF, Israel Ministry of Defence, 1986. ISBN 965-05-0287-4
- Pal, Dharm, Official History of the Indian Armed in the Second World War, 1939-45 - Campaign in Western Asia, Orient Longmans (1957)
- Roubicek, Marcel, Echo of the Bugle, extinct military and constabulary forces in Palestine and Trans-Jordan 1915, 1967, Franciscan (Jerusalem 1974)
- Shlaim, Avi (2007). Lion of Jordan: The Life of King Hussein in War and Peace, Allen Lane. ISBN 978-0-7139-9777-4
- Vatikiotis, P.J. (1967). Politics and the Military in Jordan: A Study of the Arab Legion, 1921-1957, New York, Praeger Publishers.
- Young, Peter (1972). The Arab Legion, Osprey Publishing. ISBN 0-85045-084-5 and ISBN 978-0-85045-084-2
- Jordan – A Country Study, U.S. 미국 의회도서관